# Bulcsú Károly
Bulcsú Károly (családi nevén Paltsó Károly) (Kassa, 1823. április 8. – Kecskemét, 1865. augusztus 29.) református lelkész, tanár, író, költő.

## Élete
Paltsó György bődi református lelkész fia volt. Tízéves korában került a sárospataki főiskolába; 1844-ben a német nyelv elsajátítása végett Lőcsére ment tanulni, majd ismét Sárospatakra. A papi pályától „Ármány" című, pajkosságból írt drámájáért eltanácsolták, ekkor a gróf Teleki családnál nevelő lett Pesten. Az egyetemen jogi tanulmányokat folytatott és ügyvédi vizsgát tett. 1848 elején Kassán kezdte meg az ügyvédi gyakorlatot, amikor a szabadságharc kitört; beállt önkéntesnek és mint érdemjellel kitüntetett főhadnagy kapitulált Komáromban. Ekkor vette fel az addig csak irodalmilag használt Bulcsú nevet végképp sajátjául. A szabadságharc után a Fáy családnál húzta meg magát mint nevelő. 1852-ben Losoncra; 1853 és 1855 között Kiskunhalasra hívták meg tanárnak. Itt házasodott meg, a főbíró leányát, Thorma Katalin vette feleségül. 1855-ben Kecskeméten a költészet tanára lett. 1865-ban tüdőbajban hunyt el.
„A szabadságharc utáni fojtott évtized allegorikus kifejezőjeként Tompa hálás tanítványa volt, legjobb pillanataiban talán nem is méltatlan hozzá...”

## Művei

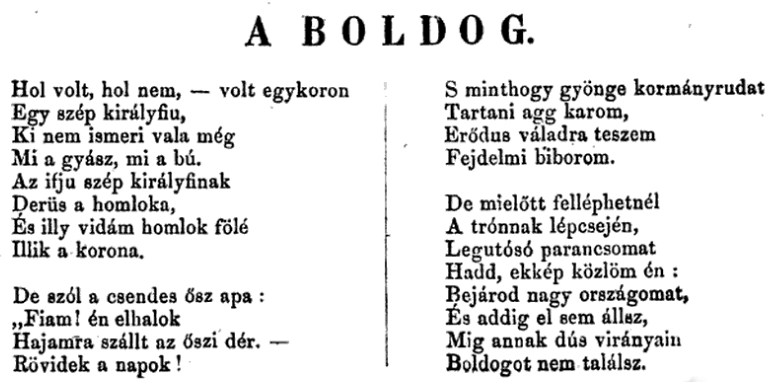
A boldog c. versének részlete

- Az élet hőse. Halotti emlék és siri szózat, melyet Lanczinger László hűlt tetemei felett elszavalt. Rimaszombat, 1853. (Költemény.)
- Homokay Pál tanár emlékezete. Kecskemét, 1858. (Emlékbeszéd és költemény. Különnyomat a Kecskeméti Prot. Közlönyből.)
- Viadár. Magyar tündérrege. Pest, 1858. (Költ.)
- Bulcsú Károly költeményei 1850–1860. Kecskemét. 1860. (Ism. Szépir. Figyelő 1861.)
- Gyász- és sirbeszédei. Debreczen, 1871. (Fördős Lajos, Papi Dolgozatok Gyászesetekre IV. füzete.)

Összegyűjtötte és kiadta Ferenczy Teréz költeményeit a költőnő életrajzával Téli Csillagok címmel (Pest, 1864).
Írt egy szomorújátékot is 5 felvonásban, Szent László halála címmel.
Dolgozatai nagyobb részt versek, melyek a következő lapokban, folyóiratokban és évkönyvekben jelentek meg: Honleányok Könyve (1847), Munkások Ujsága (1848), Életképek (1848), Komáromi Lapok (1849), Budapesti Viszhang (1852), Délibáb (1853–54), Vas Gereben Nagy Naptára (1854), Fáncsy Album (1855), Kalauz (1857–58), Napkelet (1857–60), Hölgyfutár (1863), Nefelejts (1864), Csokonai Album (1861), Szigeti Album, Családi Kör, Nemzeti Szinházi Lapok, Fővárosi Lapok (1864–65), Pesti Napló és a kecskeméti református gimnázium Értesítőjében (1858. Töredék a Nibelung-dalból XXII. Mint fogadtatott Chriemhilda a hunnok által.) 1859-ben papi vizsgát tett és egyházi dolgozatokkal foglalkozott, melyek közül több gyászbeszéd és sírvers megjelent a Fördős Papi Dolgozatok és Kecskeméti Lelkészi Tár c. gyűjteményeiben és a Kecskeméti Protestáns Közlönyben (1858–59); gyászénekei és verse jelentek meg a Freiburg Emilia asszonynak Tóth Mihály losonczi református lelkész hitvesének tetemei felett mondott Halotti könyörgés beszéd és énekek (Pest, 1853) c. könyvben.